# Hampton Court Bridge

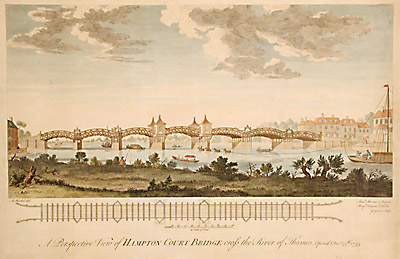
Gravure de Charles Grignion l'Ancien (d'après A. Heckel) du pont de 1753

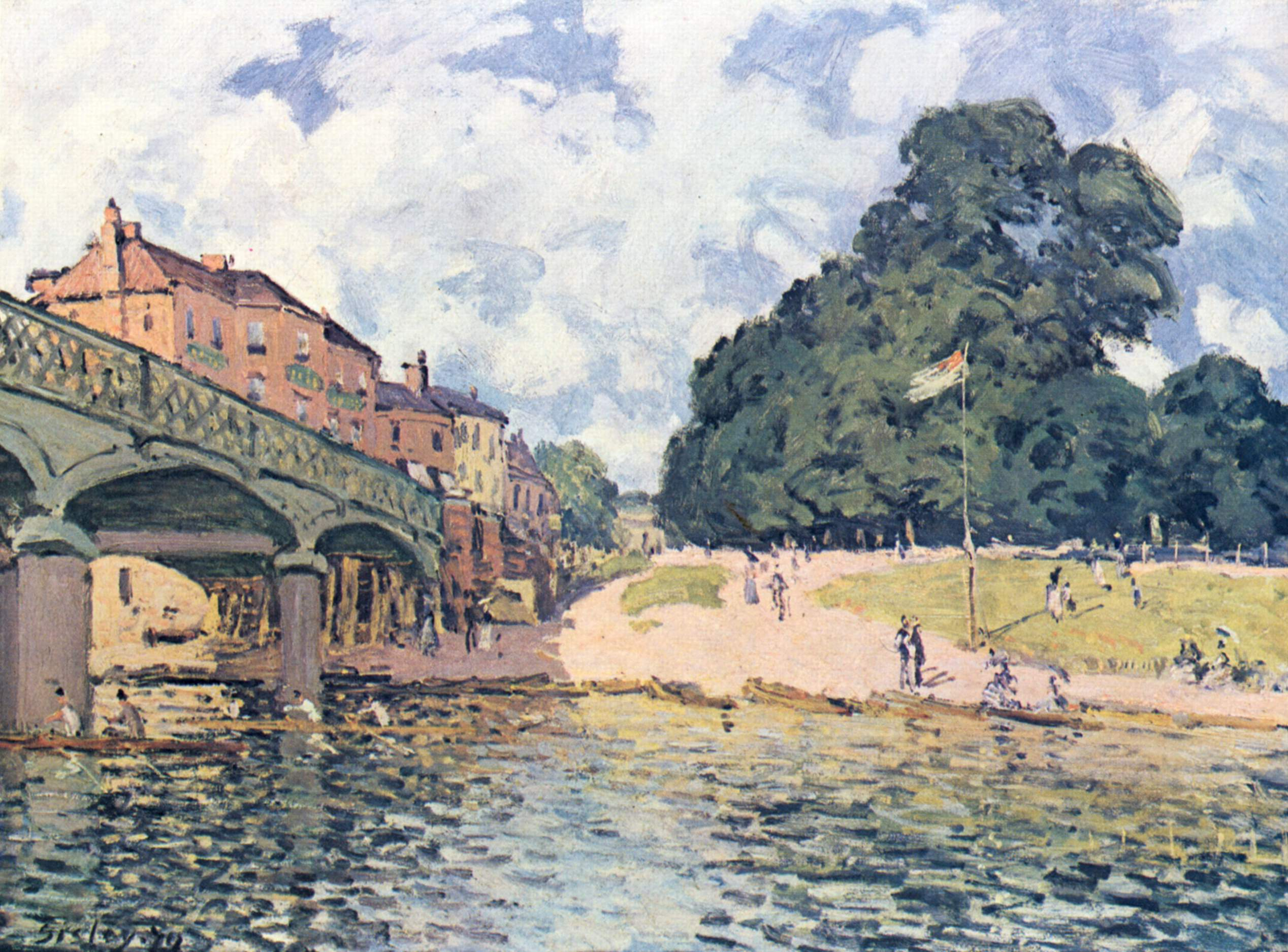
Peinture d'Alfred Sisley du troisième pont de fer

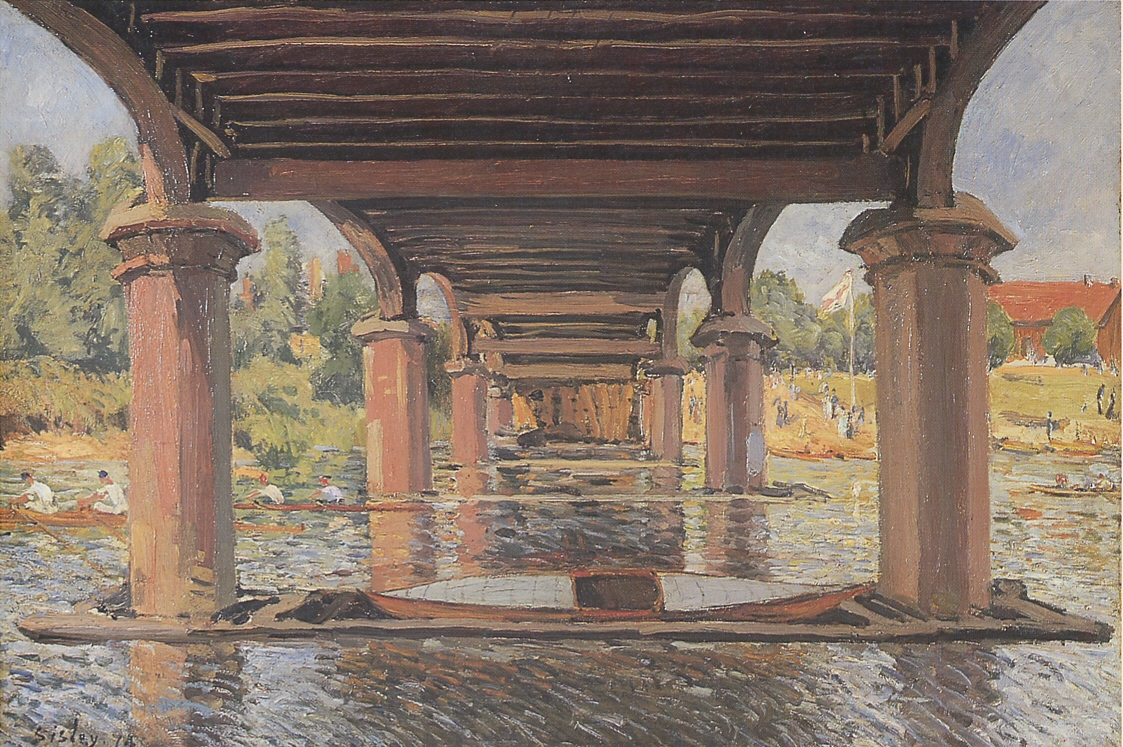
La peinture d'Alfred Sisley sous le troisième pont

Le pont de Hampton Court traverse la Tamise en Angleterre entre Hampton, à Londres et East Molesey dans le Surrey. C'est un pont routier situé au-dessus de l'écluse de Teddington et en aval de l'écluse de Molesey. 
Le pont est le croisement le plus en amont de tous les ponts de la Tamise du Grand Londres. Le Thames Path traverse la rivière ici.

## Histoire
Le pont était l'un des trois autorisés par le Parlement en 1928 (les autres étant Twickenham Bridge et Chiswick Bridge )  . Il a été conçu par l'ingénieur W. P. Robinson et l'architecte Sir Edwin Lutyens pour refléter le style des parties du Château de Hampton Court conçues par Sir Christopher Wren - dont le style architectural a un autre héritage par le pont. Pour garantir la traversée du trafic, le nouveau pont a été construit à une courte distance en aval de l'ancien, qui a ensuite été démoli . 
La construction a commencé en septembre 1930 . Ces travaux ont nécessité la démolition d'un petit hôtel (The Old Castle) et, au sud, le détournement de l'écoulement de la rivière Mole dans la rivière Ember. Le pont a été ouvert par le prince de Galles (qui est devenu le roi Édouard VIII) le 3 juillet 1933, le même jour que l'ouverture des ponts de Chiswick et Twickenham. Le pont a été classé Grade II en 1952 pour son architecture. 

## Environnement
Outre deux lignes parallèles de bâtiments riches en architecture et de maisons au bord de la rivière - dont environ la moitié sont répertoriées sur la rive nord  - se trouvent le Château de Hampton Court, le parc de Hampton Court et le parc Bushy, l'un des Royal Parks. 
Sur la rive sud se trouve une rue à sens unique de restaurants, boutiques et bars entourée d'appartements immédiatement puis de maisons avec jardins à l'ouest de la gare de Hampton Court. Sur la Tamise elle-même, à quelques centaines de mètres de chaque côté se trouve l'écluse de Molesey sur la Tamise et l'embouchure de la rivière Mole, sur le côté sud. 

## Voir également
- Traversées de la Tamise
- Liste des ponts à Londres